# Bryopteris trinitensis
Bryopteris trinitensis là một loài Rêu trong họ Lejeuneaceae. Loài này được (Lehm. & Lindenb.) Lehm. & Lindenb. mô tả khoa học đầu tiên năm 1846.